# West Hollywood
West Hollywood é uma cidade no condado de Los Angeles, Califórnia, Estados Unidos. Foi incorporada em 29 de novembro de 1984. Conhecida por sua vida noturna, é lar da Sunset Strip, do Chateau Marmont, além de comunidades LGBT, clubes de comédia, discotecas e boates de música ao vivo, como o Whisky a Go Go e o The Roxy.
West Hollywood e a vizinha cidade de Beverly Hills estão rodeadas pela cidade de Los Angeles.

## Geografia
De acordo com o United States Census Bureau, a cidade tem uma área de 4,9 km², onde todos os 4,9 km² estão cobertos por terra.

### Localidades na vizinhança
O diagrama seguinte representa as localidades num raio de 16 km ao redor de West Hollywood.

## Demografia

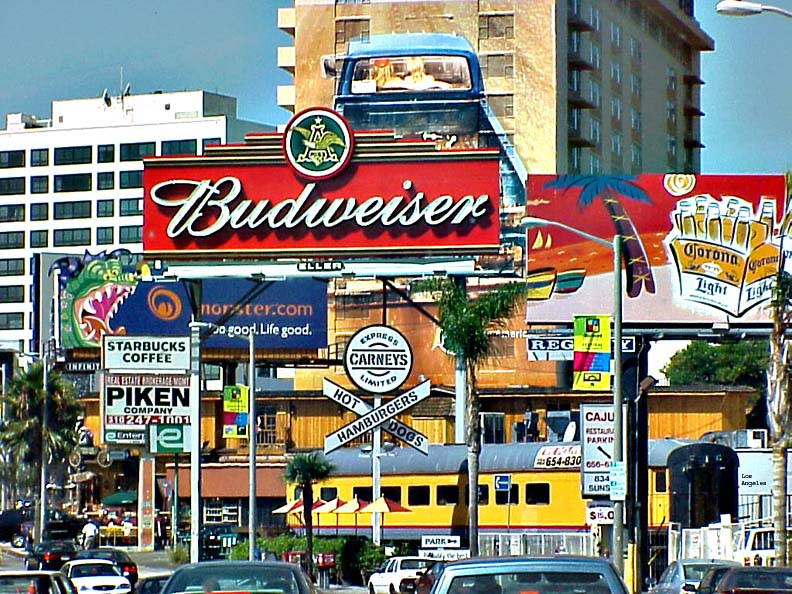
Trecho da Sunset Strip em West Hollywood.

Segundo o censo nacional de 2010, a sua população é de 34 399 habitantes e sua densidade populacional é de 7 027,26 hab/km². Possui 24 588 residências, que resulta em uma densidade de 5 023,01 residências/km².